# Krzysztof Topór
Krzysztof Topór (* 10. Januar 1972 in Nowy Targ) ist ein früherer polnischer Biathlet.
Krzysztof Topór, früherer Sportsoldat aus Nowy Targ, startete zunächst für WKS Zakopane, später für NKS Zakopane und BKS WP Kościelisko. 1983 begann er mit dem Biathlonsport, zehn Jahre später lief er seine ersten internationalen Rennen. Seine ersten Rennen bestritt er in Lillehammer im Biathlon-Weltcup. In seiner Karriere konnte er jedoch nie in den Bereich der Weltcuppunkte laufen, bestes Ergebnis wurde 1999 ein 29. Platz im Sprint am Holmenkollen in Oslo. In Ruhpolding erreichte er im selben Jahr mit Rang fünf in der Staffel sein bestes Weltcup-Resultat. Bei den Olympischen Winterspielen 1994 in Lillehammer startete er im Sprint und wurde 61. 1999 startete Topór in Kontiolahti erstmals bei Biathlon-Weltmeisterschaften und wurde dort 77. im Sprint und 14. im Staffelrennen. Bei den wegen des Wetters nach Oslo verlegten Wettkämpfen erreichte er den 45. Platz im Einzel.
Erster Höhepunkt 2000 wurden die Europameisterschaften in Kościelisko mit Rang 16 im Sprint, neun in der Verfolgung und dem Gewinn der Staffel-Silbermedaille an der Seite von Wiesław Ziemianin, Tomasz Sikora und Wojciech Kozub. Bei den Weltmeisterschaften kurz danach in Oslo wurde Topór 67. im Sprint und 75. des Einzels, beim Staffelrennen in Lahti Elfter. Die Biathlon-Europameisterschaften 2001 in der Haute-Maurienne brachten den erneuten Gewinn der Staffel-Silbermedaille mit der polnischen Staffel hinter der Vertretung Deutschlands. Zudem wurde er 40. im Sprint und 34. der Verfolgung. Auch bei den Weltmeisterschaften in Pokljuka war Rang sechs mit der Staffel bestes Resultat, hinzu kam Platz 63. im Sprint. Das Einzel beendete er nicht. Topór startete auch bei den Militär-Weltmeisterschaften 2001 in Jericho und belegte im Sprint Rang 53. Letzter großer Karrierehöhepunkt wurden die Olympischen Winterspiele 2002 in Salt Lake City. Bei den Wettkämpfen in Soldier Hollow belegte der Pole die Plätze 74 im Einzel, 61 im Sprint und wurde mit seinen Mitstreitern von den erfolgreichen Europameisterschaftsrennen Staffel-Neunter. Abschluss der Karriere wurden die Biathlon-Europameisterschaften 2002 in Kontiolahti mit den Rängen zehn im Sprint, 21 in der Verfolgung und neun mit der Staffel. Bei polnischen Meisterschaften gewann Topór 1992 und 2002 die Titel im Sprintrennen.

## Bilanz im Biathlon-Weltcup
Die Tabelle zeigt alle Platzierungen (je nach Austragungsjahr einschließlich Olympische Spiele und Weltmeisterschaften).
- 1.–3. Platz: Anzahl der Podiumsplatzierungen
- Top 10: Anzahl der Platzierungen unter den ersten zehn (einschließlich Podium)
- Punkteränge: Anzahl der Platzierungen innerhalb der Punkteränge (einschließlich Podium und Top 10)
- Starts: Anzahl gelaufener Rennen in der jeweiligen Disziplin

| Platzierung                               | Einzel | Sprint | Verfolgung | Massenstart | Team | Staffel | Gesamt |
| ----------------------------------------- | ------ | ------ | ---------- | ----------- | ---- | ------- | ------ |
| 1. Platz                                  |        |        |            |             |      |         |        |
| 2. Platz                                  |        |        |            |             |      |         |        |
| 3. Platz                                  |        |        |            |             |      |         |        |
| Top 10                                    |        |        |            |             |      | 10      | 10     |
| Punkteränge                               |        |        |            |             | 1    | 18      | 19     |
| Starts                                    | 20     | 37     | 7          |             | 1    | 18      | 83     |
| Stand: Daten möglicherweise unvollständig |        |        |            |             |      |         |        |